# Fokko Doyen
Fokko Wilhelm Doyen (* 1956 in Holte (Rhauderfehn)) ist ein ehemaliger deutscher Flugkapitän, der von 1977 bis 2021 für  Lufthansa Cargo tätig war.
Er gründete im Jahre 2007 die Hilfsorganisation Cargo Human Care.

## Werdegang
Doyen begann nach seinem Studium als Flugingenieur bei der Lufthansa, wechselte dann jedoch in die Pilotenlaufbahn. Den größten Teil seiner fliegerischen Laufbahn absolvierte er bei Lufthansa Cargo, wo er zuletzt als Flottenchef für die MD-11-Flotte tätig war.
Doyen war mehrfach in der TV-Dokumentation Mittendrin – Flughafen Frankfurt des Hessischen Rundfunks zu sehen.

### Cargo Human Care
Ab 1999 entwickelte er die Idee einer Hilfsorganisation. Zur humanitären Hilfe brachte er – unterstützt von Schülern der Pestalozzischule an seinem Wohnort Idstein – zunächst einzelne Koffer mit gesammelter Kinderkleidung nach Nairobi (Kenia). Aus dieser Initiative gründete er 2007 den Verein Cargo Human Care e. V., dessen 1. Vorsitzender er seither ist. Mit den Erlösen einer Spendenaktion, die der Verein 2007 mit der Frankfurter Allgemeinen Zeitung durchführte, konnte in Zusammenarbeit mit der Anglikanischen Kirche der Diözese Mount Kenya South in den Slums von Nairobi das Waisenhaus Mothers’ Mercy Home gebaut werden, dem das Cargo Human Care Medical Centre angeschlossen ist. Das Waisenhaus beherbergt 99 Kinder zwischen sechs und 17 Jahren, in dem medizinischen Zentrum werden bis zu 2.000 Patienten im Monat behandelt. Über das Jahr verteilt sendet Cargo Human Care 30 deutsche Ärzte nach Nairobi, die dort wochenweise unentgeltlichen Dienst leisten.

## Ehrungen
- 2011: Verdienstkreuz am Bande der Bundesrepublik Deutschland[2]